# Массон-Анже
Массон-Анже, фр. Masson-Angers — бывший муниципалитет, с 1 января 2002 г. — восточный сектор города Гатино. Расположен на северном побережье реки Оттава в регионе Оттава провинции Квебек, Канада, примерно в 30 км от центра г. Оттава.
Здесь находится крупнейший рынок г. Гатино под открытым небом, рынок Лароз (Encan Larose), где также расположен торговый центр, ресторанный дворик и ряд небольших магазинов.

## История
Бывший муниципалитет Массон был образован в 1897 г., а соседний, Анже — в 1915 г. В их истории играла важную роль лесозаготовителььная промышленность, где, как и в соседнем Букингеме, в конце 19-начале 20 в. доминировала семья Макларенов. Крупная мельница была построена в Массоне близ реки Дю-Льевр.
Массон и Анже были на краткое время, в 1975—1980 гг., объединены с соседним Букингемом, однако позднее были слиты в единый муниципалитет Массон-Анже. 27 июня 1978 г. торнадо F2 пронёсся по восточной части Массона и нанёс значительный ущерб.

### Вопрос о включении в Гатино
1 января 2002 г. Массон-Анже был включён в состав города Гатино.
На референдуме об отделении от Гатино, проведенном 20 июня 2004 г., большинство проголосовало за отделение, однако число участников составило менее 35 % электората, в связи с чем он был признан несостоявшимся. Несмотря на это, городской советник от района Люк Монрей (en:Luc Montreuil) оспорил результаты, утверждая, что список избирателей был неточным. Последовало длительное судебное разбирательство. Наконец, в июне 2008 г. Верховный суд Квебека пришёл к решению об отсутствии претензий к списку избирателей, подтвердив таким образом, что Массон-Анже остаётся в составе Гатино. . Комитет сторонников отделения Массон-Анже принял решение не обжаловать решение суда, и вопрос был закрыт.